# Trafikregistret
Trafikregistret var en organisatorisk enhet inom Transportstyrelsen som svarade för vägtrafikregistret fram till en omorganisation 2012. Vägtrafikregistret hanteras fortfarande av Transportstyrelsen. 

## Historia
Från början registrerades motorfordon i Sverige av länsstyrelserna. Registreringsnumren bestod då av länsbokstaven följt av en serie om högst fem siffror. Mot slutet av 1960-talet började sifferserierna ta slut i de länsregister som omfattade flest fordon. Stockholms överståthållarskap, som hade länsbokstav A, hade även tilldelats bokstavskombinationerna AA och AB. Det var dock inte möjligt att tilldela överståthållarskapet bokstavskombinationen AC, eftersom den står för Västerbottens län och betecknade fordon från detta län. I stället beslutades att systemet med länsbokstäver skulle avskaffas och ett gemensamt bilregister för alla län skulle införas.
De nya registreringsnumren infördes successivt med början 1972 och nyordningen var slutförd 1974. Registreringsnumren bestod nu av en grupp med tre bokstäver följt av tre siffror. Registreringsnumren gavs i alfanumerisk ordning, från AAA 001, AAA 002 (...) AAB 001, AAB 002 och så vidare. I samband med den nya ordningen infördes ett heldatoriserat register, bilregistret. Registret fördes från 1972 av Bilregisternämnden, som från början låg i Skärholmen i Stockholm. Bilregisternämnden flyttade 1973 till Örebro och blev 1975 en avdelning inom Trafiksäkerhetsverket, Registeravdelningen.
Trafiksäkerhetsverket lades ned 1993. Registeravdelningen bytte då namn till Trafikregistret och blev en del av divisionen Väg och trafik inom Vägverket. Vid en omorganisation 2003 blev Trafikregistret en egen enhet inom Vägverket, direkt underställd Vägverkets ledning.
Länsstyrelserna hade ansvar för ärendehantering och formella beslut i frågor om registrering av fordon fram till 1996, då  verksamheten centraliserades och överfördes till Trafikregistret. Vägverket övertog ansvaret för kundtjänsten på fordonsregisterområdet från länsstyrelserna. I samband med detta fick Trafikregistret kontor i Visby och Arjeplog, dit delar av Kundtjänst fordon lokaliserades. Några år senare tillkom även ett kontor för Kundtjänst fordon i Borlänge.
Vägverket upphörde när Transportstyrelsen bildades 2009 och Trafikregistret blev då en organisatorisk enhet inom Transportstyrelsen. Genom en omorganisering 2012 försvann Trafikregistret som organisatorisk enhet på Transportstyrelsen. Vägtrafikregistret hanteras fortfarande av Transportstyrelsen.   